# Otto Mucsi
Otto Mucsi (ur. 1 grudnia 1980 w Bekes) − węgierski bokser, mistrz Węgier z roku 2002 i 2003, półfinalista mistrzostw kraju w roku 2005 oraz w 2006, reprezentant kraju na mistrzostwach świata oraz mistrzostwach Europy, finalista turnieju im. Istvána Bocskaia w roku 2003 oraz dwukrotny półfinalista w roku 2001 i 2002

## Kariera
W lipcu 2003 reprezentował Węgry w kategorii muszej na Mistrzostwach Świata 2003 w Bangkoku. Rywalizację zakończył na 1/8 finału, po porażce z reprezentantem Macedonii Veli Muminem. We wrześniu 2003 zwyciężył w turnieju Nations Cup w Wiener Neustadt. W finale kategorii muszej pokonał na punkty Szkota Iana McCabe'a.
W lutym 2004 rywalizował na Mistrzostwach Europy 2004 w Puli, kończąc rywalizację na 1/16 finału. 
W grudniu 2014 po latach przerwy powrócił na ring, rywalizując na Mistrzostwach Węgier 2014 w Kecskemét. W kategorii muszej rywalizację zakończył na ćwierćfinale, przegrywając z Kristófem Szabó.